# Collegio plurinominale Veneto - 02 (2020)
Il collegio elettorale plurinominale Veneto - 02 è un collegio elettorale plurinominale della Repubblica italiana per l'elezione del Senato della Repubblica.

## Territorio
Come previsto dalla legge n. 51 del 27 maggio 2019, il collegio è stato definito tramite decreto legislativo all'interno della circoscrizione Veneto.
Il collegio comprende la zona definita dai tre collegi uninominali Veneto - 03 (Padova), Veneto - 04 (Vicenza) e Veneto - 05 (Verona) quindi le province di Padova, Vicenza e Verona.

## XIX legislatura

### Risultati elettorali
|                               | Fratelli d'Italia                                       | 475 095   | 33,45 | 2 | 804 897   | 56,67 | 3 |  |  |
|                               | Lega per Salvini Premier                                | 201 636   | 14,20 | 1 | 804 897   | 56,67 | 3 |  |  |
|                               | Forza Italia                                            | 102 494   | 7,22  | 1 | 804 897   | 56,67 | 3 |  |  |
|                               | Noi Moderati                                            | 25 672    | 1,81  | – | 804 897   | 56,67 | 3 |  |  |
|                               | Partito Democratico - Italia Democratica e Progressista | 224 589   | 15,81 | 1 | 321 516   | 22,64 | – |  |  |
|                               | Alleanza Verdi e Sinistra                               | 47 570    | 3,35  | 1 | 321 516   | 22,64 | – |  |  |
|                               | +Europa                                                 | 45 101    | 3,18  | – | 321 516   | 22,64 | – |  |  |
|                               | Impegno Civico – Centro Democratico                     | 4 256     | 0,30  | – | 321 516   | 22,64 | – |  |  |
|                               | Azione - Italia Viva                                    | 124 051   | 8,73  | 1 | 124 051   | 8,73  | – |  |  |
|                               | Movimento 5 Stelle                                      | 79 400    | 5,59  | 1 | 79 400    | 5,59  | – |  |  |
|                               | Italexit                                                | 34 917    | 2,46  | – | 34 917    | 2,46  | – |  |  |
|                               | Vita                                                    | 24 412    | 1,72  | – | 24 412    | 1,72  | – |  |  |
|                               | Italia Sovrana e Popolare                               | 14 479    | 1,02  | – | 14 479    | 1,02  | – |  |  |
|                               | Unione Popolare                                         | 12 503    | 0,88  | – | 12 503    | 0,88  | – |  |  |
|                               | Alternativa per l'Italia (PdF - Exit)                   | 4 170     | 0,29  | – | 4 170     | 0,29  | – |  |  |
| Totale                        | Totale                                                  | 1 420 345 | 100   | 8 | 1 420 345 | 100   | 3 |  |  |
|                               |                                                         |           |       |   |           |       |   |  |  |
| Voti non validi               | Voti non validi                                         | 56 024    | 3,79  |   |           |       |   |  |  |
| Votanti                       | Votanti                                                 | 1 476 369 | 71,54 |   |           |       |   |  |  |
| Elettori                      | Elettori                                                | 2 063 645 |       |   |           |       |   |  |  |
|                               |                                                         |           |       |   |           |       |   |  |  |
| Data: 25 settembre 2022       |                                                         |           |       |   |           |       |   |  |  |
| Fonte: Ministero dell'interno |                                                         |           |       |   |           |       |   |  |  |

### Eletti

#### Eletti nei collegi uninominali
Eletti nella coalizione di centro-destra (FdI - Lega - FI - NM)
| Collegio uninominale | Eletto | Eletto             | Partito      |
| -------------------- | ------ | ------------------ | ------------ |
| 3. Padova            |        | Anna Maria Bernini | Forza Italia |
| 4. Vicenza           |        | Mara Bizzotto      | Lega         |
| 5. Verona            |        | Paolo Tosato       | Lega         |

#### Eletti nella quota proporzionale
| Fratelli d'Italia           | Partito Democratico-IDP | Lega             | Azione - Italia Viva | Forza Italia         | Movimento 5 Stelle | Alleanza Verdi e Sinistra |
| --------------------------- | ----------------------- | ---------------- | -------------------- | -------------------- | ------------------ | ------------------------- |
|                             |                         |                  |                      |                      |                    |                           |
| Matteo Gelmetti Adolfo Urso | Beatrice Lorenzin       | Andrea Ostellari | Daniela Sbrollini    | Pierantonio Zanettin | Barbara Guidolin   | Aurora Floridia           |

1. ↑  In data 19.02.2025 aderisce al gruppo Per le Autonomie.